# Escuela Nacional Preparatoria 3
La Escuela Nacional Preparatoria Plantel 3 "Justo Sierra" inició sus labores en el año 1923. Es una de las 9 preparatorias de la UNAM, desde el año de 1980 se encuentra ubicada en la Alcaldía Gustavo A. Madero de la Ciudad de México, el plantel es uno de los más demandados de la UNAM, por el nivel académico, y sus méritos deportivos.

## Historia
La Escuela Nacional Preparatoria 3, se fundó el 8 de julio de 1923. Inició sus labores como una escuela nocturna para trabajadores en las instalaciones del Antiguo Colegio de San Ildefonso. Compartió las instalaciones de San Ildefonso con la Escuela Nacional Preparatoria 1, que ocupaba el turno matutino, hasta su cambio a las nuevas instalaciones, a partir del cual cuenta con ambos turnos.
Desde 1980 cambió su ubicación; la actual se determinó en un área con demanda de educación de nivel medio superior, al norte de la Ciudad de México. Las nuevas instalaciones fueron inauguradas el 8 de diciembre de 1980 por el entonces Rector Octavio Rivero Serrano, aunque las clases iniciaron el lunes 5 de enero de 1981, siendo director el Licenciado Andrés Peralta Santamaría.
La escuela lleva el nombre en honor del "Maestro de América", Don Justo Sierra, importante promotor de la fundación de la Universidad Nacional Autónoma de México.
Durante la huelga de la UNAM (1999-2000), las instalaciones fueron testigo de un evento cuestionado severamente por miembros del movimiento y que llamaron como: la violación de la autonomía universitaria, cuando la Policía Federal entró a la escuela, provocando, según los mismos estudiantes, numerosos heridos. Cabe señalar que una vez recuperadas las instalaciones que estuvieron custodiadas en todo momento -desde la toma de las instalaciones hasta la entrada de la Policía Federal Preventiva- por integrantes del Consejo General de Huelga (CGH) se encontraron graves deterioros a las instalaciones, tales son los casos del gimnasio y la cancha de fútbol soccer que se encontraron incendiadas.
Sus instalaciones están recién remodeladas y en la escuela se estudia en un ambiente óptimo y seguro, contando con mobiliario de calidad, así como aulas e instalaciones en general de calidad, además que cuenta con amplias áreas verdes y deportivas.
Durante los primeros días de diciembre comenzaron algunos trabajos de remodelación menores, además de la construcción de un busto de Justo Sierra cerca del Auditorio. Estos trabajos de remodelación coinciden con el XXX Aniversario de las Actuales Instalaciones de la escuela.

### Dirección
En 1923 se funda el plantel 3 "Justo Sierra" como preparatoria nocturna en las instalaciones del antiguo Colegio de San Ildefonso, que albergaba también a la Preparatoria 1. La inauguración es promovida por José María de los Reyes. 
Directores
- 1953 - 1957: Alfonso Briseño
- 1969 - 1977: Lic. Roberto Alatorre Padilla
- 1977 - 1981: Dr. Valentín Molina Pineiro
- 1981 - 1985: Lic. Andrés Peralta Santamaría
- 1985 - Dr. Ramón Filiberto Ramos Carrasquedo
- 1985 - 1993: Ing. José Armando Erosa León
- 1993 - 2001: Fís. Ramona Damián Adán
- 2001 - 2005: Lic. Samuel David Zepeda Landa
- 2005 - 2013: Mtra. Ligia Kamss Paniagua
- 2013 - 2017: M. en C. Laura Elena Cruz Lara
- 2017 - 2021: Lic. Samuel David Zepeda Landa
- 2021 - 2025: M. en C. Laura Elena Cruz Lara

## Instalaciones
La ENP 3 posee 45 mil metros cuadrados de superficie total y 15 mil en instalaciones. Se localiza en la avenida Eduardo Molina 1577, Colonia Salvador Díaz Mirón, Alcaldía Gustavo A. Madero.

### Auditorio "José María de los Reyes"
El Auditorio de la ENP 3, se localiza a un costado de la Plaza Cívica, entre el Edificio "C" y el Estacionamiento de Funcionarios. Cuenta con 2 niveles, siendo amplio, limpio y moderno.

### Gimnasio "Zaprian Petrov Doychev"
El Gimnasio se localiza al Sur del Edificio "B". En el primer nivel, se hallan instalaciones para la práctica de lucha grecorromana, así como para Halterofilia. En un segundo nivel, se encuentra una cancha de básquetbol o Voleibol con piso de duela y tribunas para hasta 500 personas, además de un áula para la clase teórica de Educación Física, la Coordinación Deportiva y las oficinas de profesores y entrenadores.
El 8 de diciembre de 2010 el gimnasio del Plantel fue nombrado Zaprian Petrov Doychev, en honor al profesor búlgaro de lucha olímpica de la escuela. Petrov fue un conocido entrenador en México, quien ha entrenado a varios competidores y competidoras que han ganado numerosas medallas en torneos tanto nacionales como internacionales.

### Áreas Deportivas
Se encuentra al sur del Plantel, cuenta con un campo de fútbol profesional, con pista de atletismo, cancha de fútbol rápido, tres canchas de voleibol, tres mesas de ping pong, todo con iluminación para actividades nocturnas.

### Biblioteca "Erasmo Castellanos Quinto"
La biblioteca del Plantel, permite consultar libros para cada asignatura , con el sistema de Estantería abierta. En ella se encuentra una sala de lectura, una de consulta, pero esta no se encuentra abierta, dado a pequeños problemas,  pero además de que tiene el servicio de préstamo a domicilio, así como fotocopiadoras.
Además, en el segundo piso se cuenta con servicio de mediateca, que es un espacio que apoya el aprendizaje de una lengua extranjera de manera autónoma usando libros de texto, audio libros, salas de trabajo y software desarrollado especialmente para el aprendizaje de un idioma en específico.

### El Pórtico y las "Letras institucionales"

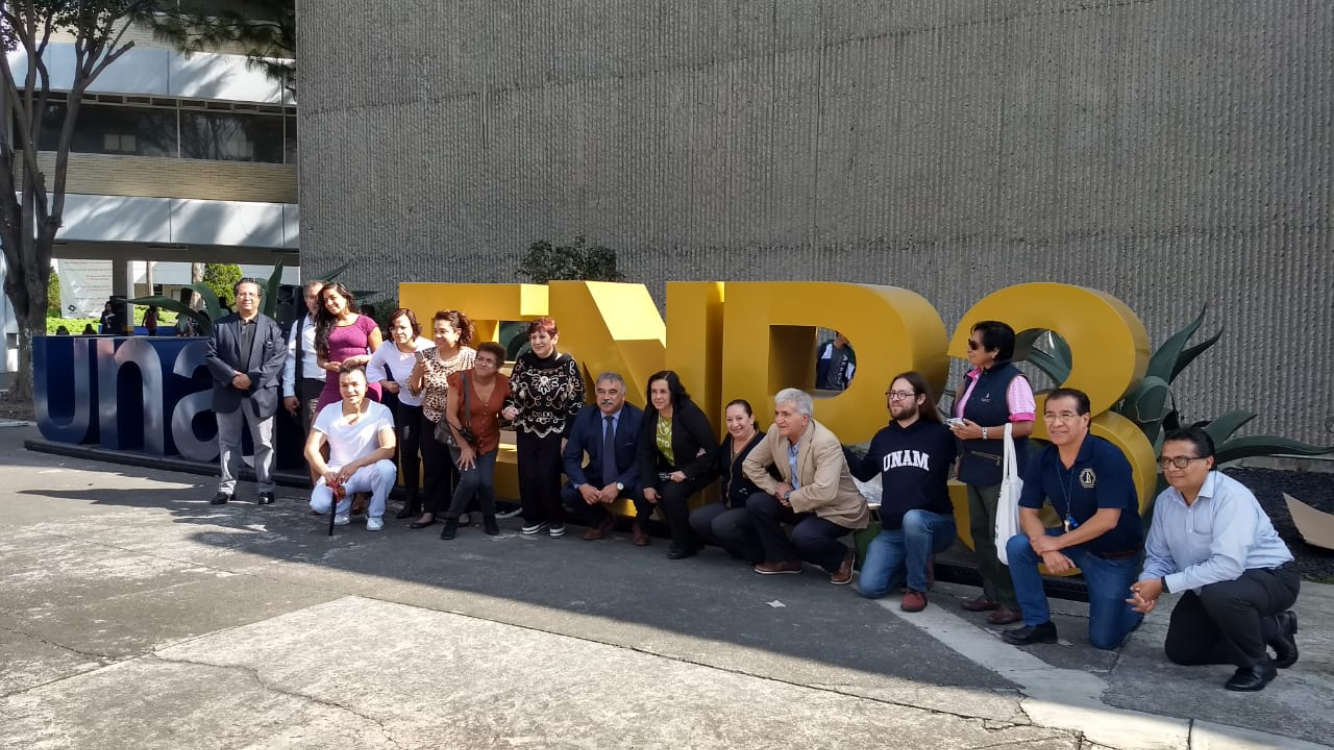
Foto de profesores de la ENP3 junto a las letras institucionales, el día de la inauguración.

Durante el ciclo escolar 2019-2020, se instalaron las estructuras arquitectónicas del pórtico y las "letras" institucionales.  
El pórtico se encuentra a la entrada de la escuela, fue instalado durante las vacaciones de verano e inaugurado a inicios del periodo escolar 2019-2020, forma parte de la fachada, es color azul y tiene letras en color plata. En él, se da cuenta del nombre de la UNAM y del Plantel 3, "Justo Sierra".  
Por su parte, "Las letras" están ubicadas a un costado del auditorio "José Maria de los Reyes", fueron inauguradas en noviembre del 2019 como parte de la campaña para reforzar la identidad universitaria, dicen "unam ENP3" y están en colores azul y oro.